# 趙心妍 (書法家)
趙心妍（1985年8月9日—），曾藝名趙芸，台灣女書法家、助理和模特兒，以姣好身材的書法家在網路上成名。

## 生平
趙心姸最初使用「趙芸」作藝名。從小學三年級就開始學習書法，成年後從事家法家教。最初以E罩杯胸圍的姣好身材在網路上成名，後來開始進軍演藝圈，登上各大電視節目，如《今晚誰當家》、《11克拉女王》、《麻辣天后宮》、《綜藝大集合》等。2013年起電視通告漸漸減少。除了電視通告外，趙心姸亦曾推出寫真集，並代言保健食品。
自曝曾整形以及隆乳。趙心姸曾與前棒棒糖成員ELMO戴家昀交往。2012年11月受訪時表示，自己曾遭前男友暴力對待。
2016年10月，趙心姸宣布和男友采欣醫美診所執行長蘇杰睿（Ray）結婚，11月在關島舉行婚禮；同時證實自己將迎接女兒。2017年4月6日生下一女。但夫妻倆的婚姻短暫；趙心姸2017年8月與丈夫分居，2018年1月16日簽字離婚，女兒由趙心姸扶養。離婚後靠代言和通告維生。

## 外部連結
- 趙心妍的Facebook專頁